# ماسونگا، بوتسوانا
ماسونگا (به انگلیسی: Masunga) شهری در ناحیهٔ شمال شرقی کشور بوتسوانا است که در سال ۲۰۰۰ میلادی ۳٬۱۱۰ نفر جمعیت داشته که از این تعداد، ۱٬۳۹۴ نفر مرد و ۱٬۷۱۶ نفر زن بوده‌اند.